# De langste reis
De langste reis is een Nederlandse film uit 1996 van Pieter Verhoeff. De film is gebaseerd op een scenario van Kees van Beijnum. De film heeft als internationale titel The Longest Journey.

## Rolverdeling
| Acteur            | Personage |
| ----------------- | --------- |
| Eric van der Donk | Schuyt    |
| Han Kerckhoffs    | Agent     |
| Johan Leysen      | Mertens   |
| Mads Wittermans   |           |